# إيزابيلا روسر
إيزابيلا روسر (بالإنجليزية: Isabella Roser)‏ هي كاتالونية من القرن السادس عشر ساعدت إغناطيوس دي لويولا ومولته عندما رغبت بعد عودتها من الحج من القدس وهي بعمر الـ 30 لبدء دراستها من جديد. طالبت روسر فيما بعد بعضوية اليسوعيين لنفسها واثنين من رفاقها الإناث. وعلى الرغم من منحها العضوية في بداية الأمر، إلا أنها أُلغيت وظل الأمر مقصورًا على الذكور فقط منذ ذلك الحين.

## حياتها
وُلدت إيزابيلا روسر في عائلة فيرير القوية النبيلة من كاتالونيا، وتزوجت من تاجر برشلونة الثرى خوان روسر.
جذب إغناطيوس دي لويولا انتباه إيزابيلا في أوائل العشرينيات من القرن التاسع عشر أثناء استماعها إلى موعظة في كنيسة سانتا ماريا ديل مار في برشلونة، وتأثرت بسلوكه الحزين والمتواضع ودعته إلى منزلها لتناول العشاء.
أصبحت روسر جزءًا من مجموعة من الرعاة الأثرياء للويولا. كما كان من بين الأعضاء البارزين الآخرين إيناس باشوال وإيزابيل دي جوسا. كانت المجموعة تُلقب بـ «انيجاس».
وصلت إيزابيلا في عام 1543، التي أصبحت أرملة في عام 1541، مع اثنين من رفاقها، فرانشيسكا كرويلاس، وصديقتها لوكريزيا دي برادني، إلى روما وحصلت علي إذن من البابا بولس الثالث ليتم وضعها «تحت طاعة» إغناطيوس. ساعدت المجموعة في تمويل وإدارة مارثا، وهو مركز لإعادة تأهيل البغايا اللاتي تُبن عن ممارسة البغاء.
أدّت النساء الثلاث نذورهن من الزهد والعفة والطاعة في يوم عيد الميلاد في عام 1545 في روما. كما تركت إيزابيلا كامل ممتلكاتها للجمعية على الرغم من أن إغناطيوس حاول رفضها. بدأت الشائعات تدور حول أن إغناطيوس قد سرق ثروة إيزابيلا. ذهب هذا النزاع إلى المحكمة، التي حكمت ضد إيزابيل ليتم طردها هي ورفاقها من الجمعية في 1 أكتوبر 1546.
في عام 1547، قدم إغناطيوس التماسًا للبابا ليحرر مجتمع اليسوعيين إلى الأبد من قبول «الراهبات أو النساء اللواتي يعشن في المجتمع» تحت الطاعة الروحية. أُطلق على سيرة حياة القديس اغناطيوس اسم «قضية روسر».
عادت إيزابيلا إلى برشلونة واستمرت في العيش في حياة تقية. وفي نهاية المطاف دخلت إلى دير فرنسيسكاني في القدس حيث عاشت حتى وفاتها.

## الخلط مع إيزابيل دي جوزا
منذ حوالي القرن التاسع عشر، أربكت حياة إيزابيلا روسر بعض المؤرخين واختلط الأمر لديهم مع حياة زميلتها المعاصرة وزميلتها في لويولا، العالمة إيزابيل دي جوسا.

## ملاجظات
- Fulop-Miller، René (1997). Power and Secret of the Jesuits. Kessinger Publishing. ص. 50. ISBN:0-7661-0056-1. مؤرشف من الأصل في 2020-01-26.
- "Isabella de Joya Roseres". Dinner Party Database of Notable Women. Brooklyn Museum. 19 مارس 2007. مؤرشف من الأصل في 2015-04-04. اطلع عليه بتاريخ 2010-03-03.
- Eshleman، Lloud W. (2007). Moulders of Destiny - Renaissance Lives and Times. Read Books. ص. 195, 201. ISBN:1-4067-3880-8. مؤرشف من الأصل في 2020-01-26.
- Powers، Tom (2000). "There Were Women Jesuits". Reprinted  from Vistas Magazine (June 2000), Loyola Marymount University, Los Angeles, California. SAINT LOUIS UNIVERSITY. ص. Section 18. مؤرشف من الأصل في 2012-02-29. اطلع عليه بتاريخ 2010-03-03.
- Young، William John (1959). Letters of St. Ignatius of Loyola. Loyola Press. ص. 9 Letter 4. ISBN:0-8294-0085-0. مؤرشف من الأصل في 2020-01-26.
- Hendrix، Scott H.؛ Karant-Nunn، Susan C. (2008). Masculinity in the Reformation Era. Truman State Univ Press. ص. 62, 64. ISBN:1-931112-76-2. مؤرشف من الأصل في 2015-11-09.